# Саудівсько-єменська війна
Саудівсько-єменська війна 1934 року (араб. الحرب السعودية اليمنية) — збройний конфлікт між Саудівською Аравією і Єменським Мутаваккілітським Королівством через територіальні суперечки.

## Передісторія конфлікту

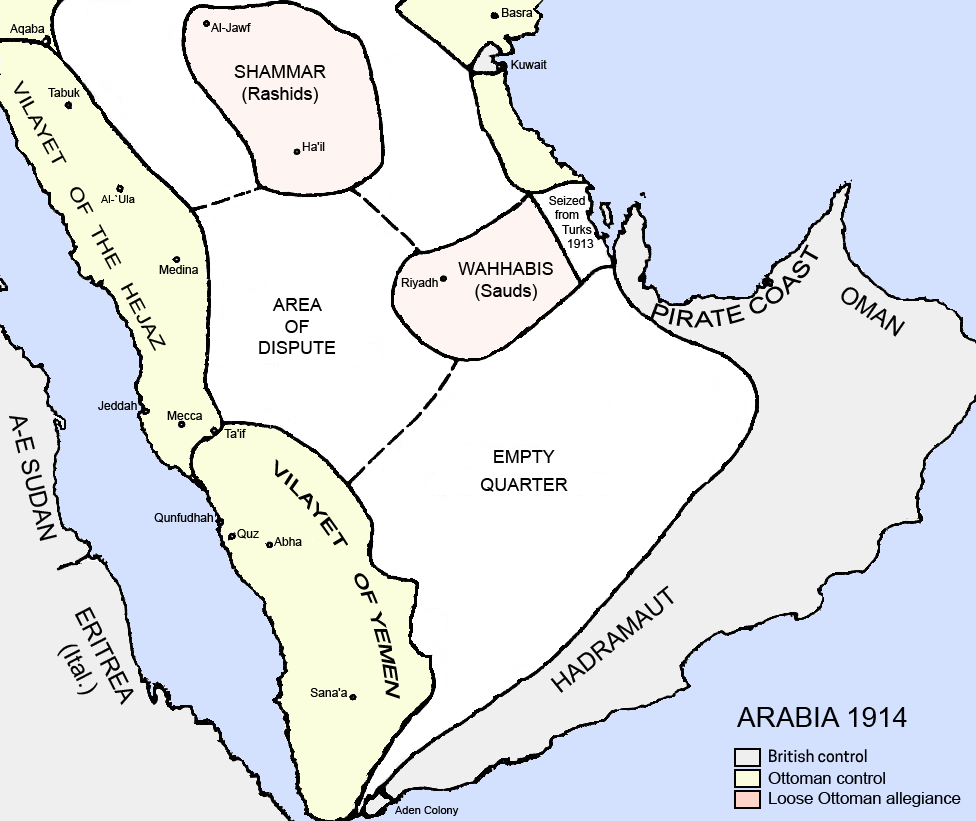
Мапа Арабії в 1914 році.

До початку 30-х років обстановка на півдні Аравійського півострова склалася не на користь імама Ях'я. Чи не урегульованість його відносин з британськими колоніальними властями в Адені створювала вигідне для британців положення «ні війни, ні миру», що зберігало напруженість у прикордонних з Єменським Мутаваккілітським Королівством районах. До того ж британські колонізатори почали розпалювати ворожнечу між імамом Ях'я і Ібн Саудом, що ускладнило обстановку і на північних кордонах Ємену. Назрівав конфлікт між Саудівською Аравією і Єменом. Глави обох держав боролися проти турків і завоювали незалежність після першої світової війни, обидва очолювали рух за об'єднання своїх країн, обидва відчували на собі тиск британського імперіалізму. Але у них виникла суперечка через прикордонні райони.

### 1932
- У 1932 році. Емір Асіра аль-Ідрісі проголошує незалежність емірату від Саудівській Аравії.
- Конфлікт між двома державами ще більше загострився після того, як Ібн Сауд у відповідь на невдалу спробу Мухаммеда аль-Ідрісі підняти проти нього повстання скасував ідрісідскій емірат і включив всю його територію до складу саудівського королівства.
- Після придушення асірского повстання аль-Ідрісі біжить в Єменське Мутаваккілітське Королівство.
- Почалися саудівсько-єменські переговори.

### 1933 рік

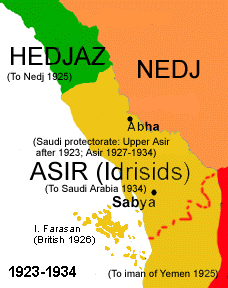
Асір в 1923—1934 роках.

- Березень. Посланці імама Ємену Ях'я і короля Абдель Азіза зустрічаються і обговорюють можливість відновлення влади аль-Ідрісі. Посланці Азіза наполягали на передачі північного Асіру та видачу членів сім'ї аль-Ідрісі.
- Саудівської-єменські переговори, що проходили в 1932 — початку 1933 р., були перервані.
- Предметом суперечки став Наджран. У квітні 1933 року принц Ахмед, придушувавший антіімамські виступи племен на півночі Ємену, захопив цю територію. Імама підбурювали італійці, які обіцяли йому допомогу і прагнули посилити свій вплив в Ємені, і британці, зацікавлені в тому, щоб відвернути увагу Яхаї від своїх Аденських протекторатів.
- Травень. Єменське Мутаваккілітське Королівство захоплює Наджран, який вважався єменцями частиною Ємена, блокує транспортні шляхи з Асіра в Неджд.
- Восени єменські війська захопили кілька населених пунктів у глибинних районах Наджрану.

### 1934 рік
- У лютому 1934 відбулася нова саудівсько-єменська зустріч, на якій була зроблена остання спроба мирним шляхом врегулювати конфлікт.
- Не бажаючи боротьби на два фронти — на півночі і на півдні, імам Ях'я погодився на відновлення переговорів з Великою Британією. Після виконання єменської стороною висунутих Великою Британією попередніх умов в лютому 1934 р. у Сані між двома державами було укладено договір про «дружбу і взаємну співпрацю». З боку британців догоговор «про дружбу і взаємну співпрацю» укладав губернатор Адену Рейлі. Імам Ях'я пішов на часткові поступки Великій Британії, щоб убезпечити себе з півдня. Він передбачав збереження існуючої до того часу демаркаційної лінії, остаточне ж визначення кордонів Єменському Мутаваккілітському Королівству повинно було бути встановлено шляхом переговорів у період дії договору, тобто протягом сорока років. Таким чином, договір фактично узаконив британську присутність на півдні Аравійського півострова.
- Врегулювавши мирним шляхом відносини з Великою Британією, імам Ях'я повернувся до питання про Асир. Вважаючи землі колишнього ідрісідского емірату єменськими, він вимагав їх повернення. Ібн Сауд, в свою чергу, вважав землі до Мохі, включені в межі єменського держави, територією Асира і наполягав на їх приєднання до ідрісідскім володінь, що ввійшли в 1930 році до складу саудівської держави. Крім того, кожна зі сторін вважала такою, що входить у межі своєї держави область Наджран, зайняту ще в 1923 році саудівськими військами.

## Сили сторін

### Саудівська Аравія
Основою армії Саудівської Аравії були кочівники-бедуїни. Їх озброєння знаходилося на рівні Першої Світової Війни, а лояльність їх викликала великі сумніви. На початку 30-х років почалося переозброєння армії, в результаті чого під час війни бойові частини Саудівської Аравії мали більш сучасну зброю та автотранспорт, ніж Єменське Мутаваккілітське Королівство. Регулярні частини армії несли, в основному, охоронні функції. Основним озброєнням саудівських солдатів були гвинтівки «Лі-Енфілд» і «Росс-Енфілд», поставки яких почалися ще з Першої Світової війни. Крім того, активно використовувалася трофейна турецька зброя, зокрема, гвинтівки Маузер 98k. Крім легкого озброєння, Велика Британія поставляла Саудівській Аравії кулемети «Віккерс» і бронеавтомобілі «Роллс-ройс» (останніх було поставлено 2 примірники). На початку 30-х років почалося переозброєння армії. У 1933 році у Великій Британії було закуплено кілька легких танків Vickers Mk. II і танкеток Vickers Carden-Loyd Mk. VIb.

### Єменське Мутаваккілітське Королівство
За допомогою залишившихся ще з часів Османської імперії чиновників і солдатів (~ 300 осіб) була створена армія, яка підрозділялася на кілька частин:
1. Іррегулярні війська: налічували близько 50 000 чоловік. Включали в себе і піхоту, і кінноту.
2. Спеціальна гвардія імама: найбільш лояльні до монарха збройні сили. Налічували близько 5000 чоловік.

У 20-ті роки Єменське Мутаваккілітське Королівство робило закупівлі в таких країнах, як Німецька Держава та Королівство Італія. У Німецькій Державі закуповувалися гвинтівки Маузер 98k, а в Італії, наприклад, в 1926 році було закуплено 4 зенітні гармати і 2000 гвинтівок. Під час війни Велика Британія і Королівство Італія поставляли в Єменське Мутаваккілітське Королівство різне озброєння.

## Хід війни
- В Лютому 1934 року. Саудівці займають південний Асир і частину Тіхами.
- На другому фронті сили Саудівської Аравії зайняли Наджран і просувалися у бік великого центру Саада.
- Західні держави були змушені направити військові кораблі до Ходейді і саудівських берегів.
- Березень-квітень 1934 а. Саудівські війська здобули повну перемогу, окупувавши не тільки спірні області, але і всю прибережну частину Ємену.
- На початку квітня 1934 р., не отримавши відповіді єменської сторони на вимогу про виведення її військ з Наджрана, Ібн Сауд почав наступ у глиб єменській території. Колона під командуванням еміра Фейсала захопила міста Тіхами, а потім зайняла Ходейду, друга ж, під командуванням еміра Сауда, розгромивши війська сина імама еміра Ахмеда, в Наджрані, підійшла до міста Саада. Опір єменців на обох ділянках фронту було фактично зламано.
- Війну між двома аравійськими державами намагалися використовувати у своїх інтересах Велика Британія і Королівство Італія. Незабаром після заняття Ходейди саудівськими військами там з'явилися британські, італійські та французькі кораблі. Італійський уряд заявив про свою підтримку Єменському Мутаваккілітському Королівству, а Велика Британія, формально дотримуватися нейтралітету, вела переговори з саудівцями про призупинення їх подальшого просування по єменській території.

## Повоєнні мирні переговори 1934 року і їх результат
- У вкрай напруженій зовнішньополітичної обстановці в Ет-Таїфі за посередництва делегації Вищої ісламської ради почалися саудівсько-єменські мирні переговори. Вони завершилися підписанням 20 травня 1934 «Договору про мусульманську дружбу та арабське братерство», що проголосив закінчення війни і встановлення мирних відносин між двома державами.
- 23 червня 1934. Саудівська Аравія і Ємен підписали мирну угоду (таїфський договір), що завершило війну між двома країнами. Імам Ємену Ях'я відмовився і від домагань на спірні прикордонні райони — Асір, Джизан і частину Наджран, а Абдель-Азіз ібн Сауд повернув окуповані в ході війни єменські території.
- У лютому 1936 р. до Таїфського договору були додані два додатки, що визначили кордони обох держав. Згідно з цими документами проведена демаркація кордону:
  - Область Джизан залишилася в складі Саудівської Аравії
  - Область Наджран була розділена між двома державами. Кордон пройшов по Ваді-Наджран.